# Eduardo López del Plano
Eduardo López del Plano (Caspe, 1840-Zaragoza, 1885) fue un pintor español.

## Biografía
Pintor nacido en 1840 en la localidad zaragozana de Caspe, fue discípulo de Montañés y de la Academia de San Fernando, en cuyos estudios alcanzó diferentes premios. En la Exposición de Bellas Artes celebrada en Madrid en 1862 presentó Adán y Eva arrojados del Paraíso. En la de Zaragoza de 1868 alcanzó un premio. En 1871 regaló a la reina María Victoria un trabajo artístico, por el que se le dio por el rey Amadeo un obsequio. Más tarde fue pensionado por la Diputación Provincial de Zaragoza, y obtuvo una segunda medalla en la Exposición leonesa de 1877. En 1881 concurrió a la Exposición Nacional de Bellas Artes de Madrid con el paisaje ¡Que va a llover!. Fue caballero de la Orden de Carlos III y entre sus discípulos se contó Antonio Montero Arbiza. Falleció en 1885.